# Rie tomosaka best +3
『rie tomosaka best +3』（りえ ともさか ベスト プラススリー）は、ともさかりえのベストアルバム。2009年6月24日発売。

## 概要
本作は、1999年にリリースされたベストアルバム「rie tomosaka best」のリイシューとして、その後発売されアルバム未収録のシングル「少女ロボット」とそのカップリング曲「いけない子」「日本に生まれて」の計3曲を追加収録したプレミアム盤。また「木蓮のクリーム」は、元のベスト盤に収録されたリミックスバージョンではなく、オリジナルバージョンが収録された。
10年ぶりとなるオリジナルアルバム『トリドリ。』と同時発売。
また、2022年06月18日開催のRECORD STORE DAY JAPAN 2022対象商品として、２枚組のアナログレコード(PROT-7181/2)が、UNIVERSAL MUSIC / 株式会社ローソンエンタテインメント(HMV record shop)レーベルより限定リリースされた。

## 収録曲
| #   | タイトル                                                | 作詞                       | 作曲              | 編曲           | 時間 |
| --- | ------------------------------------------------------- | -------------------------- | ----------------- | -------------- | ---- |
| 1.  | 「カプチーノ」                                          | シーナ・リンゴ（椎名林檎） | シーナ・リンゴ    | 亀田誠治       | 3:54 |
| 2.  | 「エスカレーション」                                    | 秋元康                     | M.Rie（宮島理恵） | 西平彰         | 4:57 |
| 3.  | 「泣いちゃいそうよ」                                    | 秋元康                     | 上田知華          | 京田誠一       | 4:35 |
| 4.  | 「はじめてのサヨナラ (Rearrenge version)」              | 古内東子                   | 古内東子          | 重実徹         | 3:58 |
| 5.  | 「ジェラシー」                                          | 秋元康                     | coba              | coba           | 3:12 |
| 6.  | 「Somewhere」                                           | 川村結花                   | 川村結花          | 重実徹         | 5:05 |
| 7.  | 「愛しい時」                                            | YOU                        | 上田知華          | 高野寛         | 4:06 |
| 8.  | 「そんなの気にしない (Rearrenge version)」              | 秋元康                     | 山口由子          | 西平彰         | 5:06 |
| 9.  | 「恋してる」                                            | 古内東子                   | 古内東子          | 亀田誠治       | 4:38 |
| 10. | 「くしゃみ」                                            | 秋元康                     | 山口美央子        | 西平彰         | 4:24 |
| 11. | 「2人」(アニメ「金田一少年の事件簿」エンディングテーマ) | 秋元康                     | 松本俊明          | 京田誠一       | 4:49 |
| 12. | 「木蓮のクリーム (Original version)」                   | シーナ・リンゴ             | シーナ・リンゴ    | 亀田誠治       | 3:44 |
| 13. | 「少女ロボット」                                        | シーナ・リンゴ             | シーナ・リンゴ    | シーナ・リンゴ | 2:38 |
| 14. | 「いけない子」                                          | シーナ・リンゴ             | シーナ・リンゴ    | シーナ・リンゴ | 4:18 |
| 15. | 「日本に生まれて」                                      | シーナ・リンゴ             | シーナ・リンゴ    | シーナ・リンゴ | 5:14 |